# Гродзіще (Свебодзінський повіт)
Гродзіще (пол. Grodziszcze, нім. Gräditz) — село в Польщі, у гміні Свебодзін Свебодзінського повіту Любуського воєводства.
Населення — 367 осіб (2011).
У 1975-1998 роках село належало до Зеленогурського воєводства.

## Демографія
Демографічна структура станом на 31 березня 2011 року:
|          | Загалом | Допрацездатний вік | Працездатний вік | Постпрацездатний вік |
| -------- | ------- | ------------------ | ---------------- | -------------------- |
| Чоловіки | 197     | 56                 | 129              | 12                   |
| Жінки    | 170     | 37                 | 105              | 28                   |
| Разом    | 367     | 93                 | 234              | 40                   |